# Saint-Léger-du-Gennetey

Saint-Léger-du-Gennetey este o comună în departamentul Eure, Franța. În 1 ianuarie 2022 avea o populație de 170 de locuitori.